# Ligny-en-Brionnais
Ligny-en-Brionnais ist eine französische Gemeinde mit 379 Einwohnern (Stand 1. Januar 2022) im Département Saône-et-Loire in der Region Bourgogne-Franche-Comté. Die Bewohner werden Lignerots und Lignerottes genannt.

## Lage
Ligny-en-Brionnais liegt am Fluss Bezo, in einer Höhe von etwa 375 m ü. d. M. in der alten Kulturlandschaft des Brionnais. Der Ort befindet sich etwa 30 Kilometer (Fahrtstrecke) südlich von Paray-le-Monial bzw. etwa 31 Kilometer nordöstlich von Roanne. Die sehenswerten Orte Semur-en-Brionnais, Iguerande, Marcigny, Saint-Julien-de-Jonzy und Charlieu liegen im Umkreis von etwa 10–15 Kilometern.

## Geschichte
Im Jahr 1248 übergab König Ludwig IX. die Grundherrschaft (seigneurie) über Ligny-Saint-Martin zum Dank für die Unterstützung beim 6. Kreuzzug an seinen Gefährten Damas de Vichy. Bis zur Französischen Revolution blieb der Ort in Händen der Familie.

### Bevölkerungsentwicklung
| Jahr      | 1962 | 1968 | 1975 | 1982 | 1990 | 1999 | 2006 | 2020 |
| Einwohner | 329  | 383  | 332  | 325  | 298  | 295  | 346  | 369  |

Im 19. Jahrhundert hatte der Ort zeitweise über 800 Einwohner. Die Reblauskrise und die Mechanisierung der Landwirtschaft sorgten seitdem für einen deutlichen Bevölkerungsrückgang.

## Wirtschaft
Die hügelige Umgebung von Ligny-en-Brionnais war stets landwirtschaftlich geprägt, wobei bis ins 19. Jahrhundert hinein auch Weinbau betrieben wurde. Inzwischen spielt die Zucht von Charolais-Rindern eine große Rolle. Der Ort selbst blieb bis ins frühe 20. Jahrhundert hinein das Handwerks-, Handels- und Dienstleistungszentrum für die Weiler und Einzelgehöfte der Umgebung.

## Sehenswürdigkeiten
- Das Langhaus der ursprünglich romanischen Pfarrkirche Saint-Philippe-et-Saint-Jacques mitsamt seiner schmucklosen Westfassade und der Vierungsturm wurden 19. Jahrhundert komplett erneuert; lediglich der innere Vierungsbereich mit seiner trompengestützten Kuppel sowie die Apsis blieben erhalten. Er bietet einen ausgewogenen Anblick.

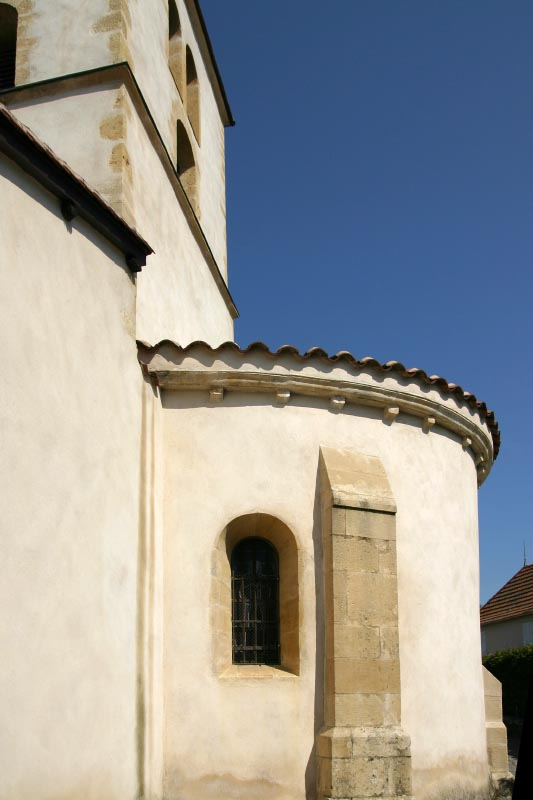
Apsis
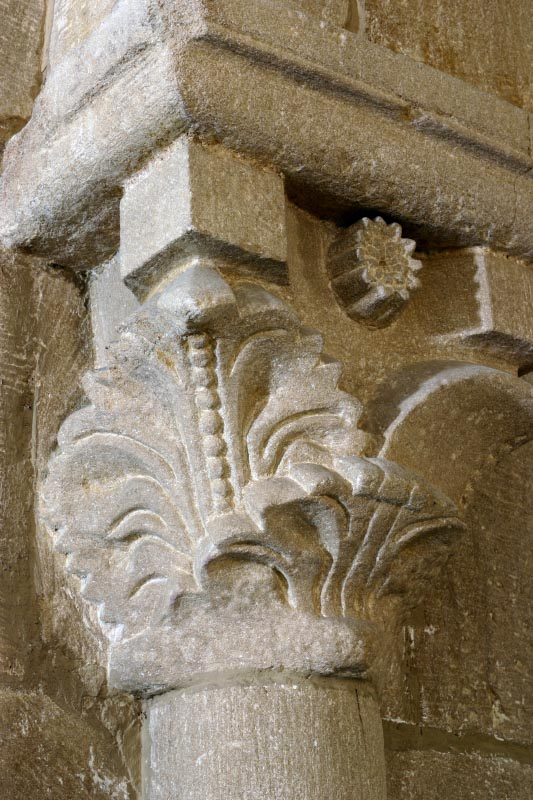
Kapitell

- Die zum Teil erhaltenen Gebäude der ehemaligen Benediktiner-Abtei Saint-Rigaud befinden sich in Privatbesitz und sind nicht zu besichtigen.
- Vom Château de Chamron, dem ehemaligen Schloss der Grundherren-Familie, blieb nichts erhalten.